# Joan Ainaud de Lasarte
Joan Ainaud de Lasarte (Barcelona, 25 de marzo de 1919-Barcelona, 5 de noviembre de 1995) fue un historiador y crítico de arte español.

## Biografía
Hijo de Manuel Ainaud, hermano de Josep Maria Ainaud de Lasarte y nieto de Carmen Karr, realizó estudios por libre de Filosofía y Letras en la Universidad de Barcelona. Se doctoró en historia en Madrid el año 1955. Estudió historia del Arte en los Estudios Universitarios Catalanes con Agustí Duran i Sanpere y Ferran Soldevila.
Fue director de los Museos de Arte de Barcelona (1948-1985) y del Museo Nacional de Arte de Cataluña (MNAC), presidente del Instituto de Estudios Catalanes (1978-1982); miembro de la Real Academia de Bellas Artes de Sant Jordi, de la Real Academia de las Buenas Letras de Barcelona, correspondiente de la Real Academia de Bellas Artes de San Fernando y de la Real Academia de la Historia, miembro de la Junta Consultora de Òmnium Cultural, de la Académie de Beaux Arts belga y del Consejo Internacional de Museos (ICOM), y presidente del patronato del Instituto Amatller de Arte Hispánico.
Profesor de la Universidad Autónoma de Barcelona entre 1968 y 1978, donde fue uno de los fundadores del departamento de Historia del Arte. 
Comisario en numerosas exposiciones, entre las que se destacan Catalunya, la fábrica de España (1985) o la Exposición Internacional de Arte Románico (1961) celebrada simultáneamente en el Palacio de Gelmírez de Santiago de Compostela (arquitectura, escultura, orfebrería) y en el Palacio Nacional de Montjuic de Barcelona (pintura, miniaturas y códices miniados), patrocinada por el Consejo de Europa, cuyo catálogo se ha convertido en un libro de referencia del arte románico en España. También fueron mostradas en 1961 en esta exposición las pinturas románicas murales de la Sala Capitular del monasterio de Sijena que en 1960 habían sido trasladadas, bajo su responsabilidad como director, sin permiso al MNAC.

## Obras
- 1952 - Cerámica y vidrio (colección "Ars Hispaniae" t. X)
- 1955 - Jaime Huguet
- 1956 - Escultura gótica en colaboración con Duran i Sanpere.
- 1958 - Miniatura, grabado y encuadernación con Domínguez Bordona.
- 1962 - Pinturas románicas españolas
- 1964 - Cerámica (colección "Ars Hispaniae")
- 1973 - Museo de Arte de Cataluña. Arte Románico. Guía.
- 1986 - Los vitrales medievales de la iglesia de Santa María del Mar con Joan Vila-Grau y Assumpta Escudero (Premio Crítica Serra d'Or de Investigación, 1986).
- 1987 - Los vitrales de la catedral de Girona con Joan Vila-Grau y Assumpta Escudero.
- 1990 - El palacio de la Generalitat
- 1989-91 - La Pintura Catalana (tres tomos: La Fascinación del Románico; Del Esplendor del Gótico al Barroco; Del siglo XIX al Sorprendente siglo XX) (Premio al libro mejor editado del año otorgado por el Ministerio de Cultura. Premio al libro mejor editado del año otorgado por el Gremi d'Editors de Catalunya. Premio Nacional de Artes Plásticas de Cataluña al autor Joan Ainaud de Lasarte)
- 1997 - Los vitrales de la catedral de Barcelona y el monasterio de Pedralbes con Joan Vila-Grau y Assumpta Escudero.

## Reconocimientos
- Cruz de San Jorge de la Generalidad de Cataluña (1982)
- Medalla de Oro de las Bellas Artes del Ministerio de Cultura (1982)
- Medalla de Oro de la Ciudad de Barcelona al mérito científico (1993)
- Premio de Honor Lluís Carulla (1994)